# Herschel Space Observatory
L'Herschel Space Observatory è stata una missione dell'Agenzia Spaziale Europea, lanciata il 14 maggio 2009 alle 13:12 GMT a bordo di un vettore Ariane 5 insieme al Planck Surveyor. Il telescopio era posizionato a 1,5 milioni di chilometri di distanza dalla Terra su un'orbita di Lissajous nel secondo punto di Lagrange del sistema Sole-Terra, da dove ha raccolto informazioni sull'aspetto dell'universo nell'infrarosso. Il 29 aprile 2013 alle 14:49:23 (UTC) il telescopio ha terminato la sua riserva di elio, la cui evaporazione permetteva di mantenere gli strumenti ad una temperatura prossima allo zero assoluto, rendendolo cieco.
Herschel e Planck sono due delle cosiddette 'Cornerstone Missions' dell'ESA, parte del programma scientifico Horizon 2000.

## Panoramica della missione

Specchio principale del telescopio Herschel, Foto:ESA

La missione inizialmente intitolata Far Infrared and Sub-millimetre Telescope (o FIRST) è stata rinominata Herschel Space Observatory in onore di Sir William Herschel, lo scopritore dello spettro infrarosso.
Il Telescopio spaziale Herschel è stato il primo osservatorio spaziale a coprire tutte le lunghezze d'onda dell'infrarosso e submillimetriche. Il telescopio ha un ampio specchio dispiegato nello spazio (largo tre metri e mezzo) in configurazione Cassegrain, quasi una volta e mezza più grande dello specchio del celebre Telescopio Spaziale Hubble e si trattava del più grande telescopio spaziale ad infrarossi mai realizzato. Il suo specchio era il più grande posto in orbita fino al 2021, quando è stato lanciato il telescopio spaziale James Webb. L'osservatorio si specializzerà nell'osservazione degli oggetti poco conosciuti in particolare delle galassie neonate a migliaia o milioni di anni luce.

### Lancio
Il lancio multiplo, che ha permesso di portare in orbita l'Herschel Space Observatory ed il Planck Surveyor, è avvenuto il 14 maggio 2009 alle 13:12 GMT a bordo di un razzo Ariane 5 ECA dal Centre spatial guyanais di Kourou, nella Guyana francese.
Il lancio era inizialmente previsto per la fine del 2007 o l'inizio del 2008, tuttavia una serie di ritardi hanno condotto al completamento del telescopio solo nell'aprile del 2008. Dopo la necessaria campagna di test di entrambi i satelliti a terra terminata nel febbraio del 2009, il lancio programmato per il 16 aprile 2009 è stato posticipato al 6 maggio e poi al 14 per eseguire ulteriori controlli di sicurezza sul razzo vettore.
Il razzo Ariane 5 ha immesso i due satelliti su un'orbita di fuga, altamente ellittica, che li ha portati a posizionarsi su due orbite di Lissajous nel secondo punto di Lagrange del sistema Sole-Terra, a 1,5 milioni di chilometri di distanza dal nostro pianeta. Il Telescopio spaziale Herschel ha completato l'inserzione sull'orbita operativa il 5 giugno 2009.

### Fase operativa
Dopo una fase di verifica delle strumentazioni, il Telescopio spaziale Herschel ha visto la prima luce tra il 14 ed il 15 giugno 2009, raccogliendo un'immagine della Galassia Vortice (M51). Prima dell'effettiva entrata in servizio Herschel è stato impegnato in una fase di verifica delle prestazioni, in cui gli strumenti sono stati sottoposti a ulteriori test e calibrazioni. Questa fase è durata fino alla fine del novembre 2009, dopodiché la missione è entrata nella fase operativa.
Nel maggio 2010 il telescopio spaziale Herschel ha inviato sulla Terra l'immagine dell'embrione di una stella gigante che si svilupperà fino a diventare grande come duemila soli. L'osservazione di questo evento è resa possibile dalla capacità del telescopio di registrare la radiazione infrarossa e quindi di penetrare le nubi di polvere e gas che nascondono gli embrioni delle stelle.

### Termine operazioni
Dopo più di tre anni di operatività, nel marzo del 2013, l'ESA ha comunicato che era ormai prossimo all'esaurimento il quantitativo di elio (inizialmente pari a 2300 litri) presente sul telescopio, necessario per mantenere la temperatura degli strumenti osservativi a bordo ad una temperatura di 2-3 K e permetterne, così, il funzionamento. Il refrigerante si è esaurito alle 14:49:23 (UTC) del 29 aprile 2013, quando al controllo missione a terra è stato rilevato un primo incremento della temperatura degli strumenti oltre la soglia di guardia. Una seconda misurazione, avvenuta alle 15:20:01 (UTC), ha poi confermato il progressivo incremento della temperatura.
Ciò ha decretato la conclusione della missione osservativa del telescopio, che tuttavia è stato utilizzato per il mese seguente come un banco di prova per manovre di controllo e procedure di comando che dovrebbero trovare applicazione in successive missioni dell'Agenzia Spaziale Europea. Inoltre, il satellite è stato allontanato dal punto L2 e spostato su un'orbita eliocentrica, leggermente superiore a quella della Terra, dove non dovrebbe risultare un pericoloso relitto per le future missioni spaziali. In particolare, è stata necessaria un'accensione dei motori per 7 ore e 45 minuti per spostare il telescopio sulla nuova orbita, avvenuta tra il 13 ed il 14 maggio. Infine, il 17 giugno, dalla stazione di New Norcia è giunto il comando di accensione dei motori fino all'esaurimento del propellente disponibile che segna il termine definitivo della missione.

## Obiettivi della missione
- Studiare la formazione delle galassie nell'universo primordiale e l'evoluzione seguente.
- Studiare la formazione delle stelle e la loro interazione con le polveri interstellari
- Osservare la composizione chimica e l'atmosfera e la superficie delle comete, dei pianeti e dei satelliti.
- Esaminare la chimica molecolare dell'Universo.

## Principali strumenti scientifici
La radiazione infrarossa viene focalizzata da tre strumenti i cui sensori sono mantenuti a meno di 2 K:
PACS (Photodetecting Array Camera and Spectrometer)Una fotocamera e spettrometro a bassa risoluzione che copre la banda tra 55 e 210 micrometri. Lo spettrometro ha una risoluzione tra 1000 e 5000 ed è in grado di ricevere segnali dell'ordine di 10−18 W/m². La fotocamera è in grado di riprendere immagini simultaneamente in due bande (60-85/85-130 micrometri e 130-210 micrometri) con un limite di pochi millijansky.
SPIRE (Spectral and Photometric Imaging Receiver)Una fotocamera e spettrometro a bassa risoluzione che copre la banda tra 194 e 672 micrometri. Lo spettrometro ha una risoluzione tra 40 e 1000 a lunghezze d'onda di 250 micrometri ed è in grado di riprendere sorgenti puntiformi con luminosità di circa 100 millijansky e sorgenti estese con luminosità di circa 500 millijansky. La fotocamera ha tre bande spettrali, centrate a 250, 350 e 500 micrometri, rispettivamente con 139, 88 e 43 pixel. È in grado di riprendere sorgenti puntiformi con luminosità superiore a 2 millijansky e sorgenti estese con luminosità tra 4 e 9 millijansky.
HIFI (Heterodyne Instrument for the Far Infrared)Un sensore con risoluzione spettrale fino a 107. Lo spettrometro può operare all'interno di due bande, da 157 a 212 micrometri e da 240 a 625 micrometri.

## Scoperte

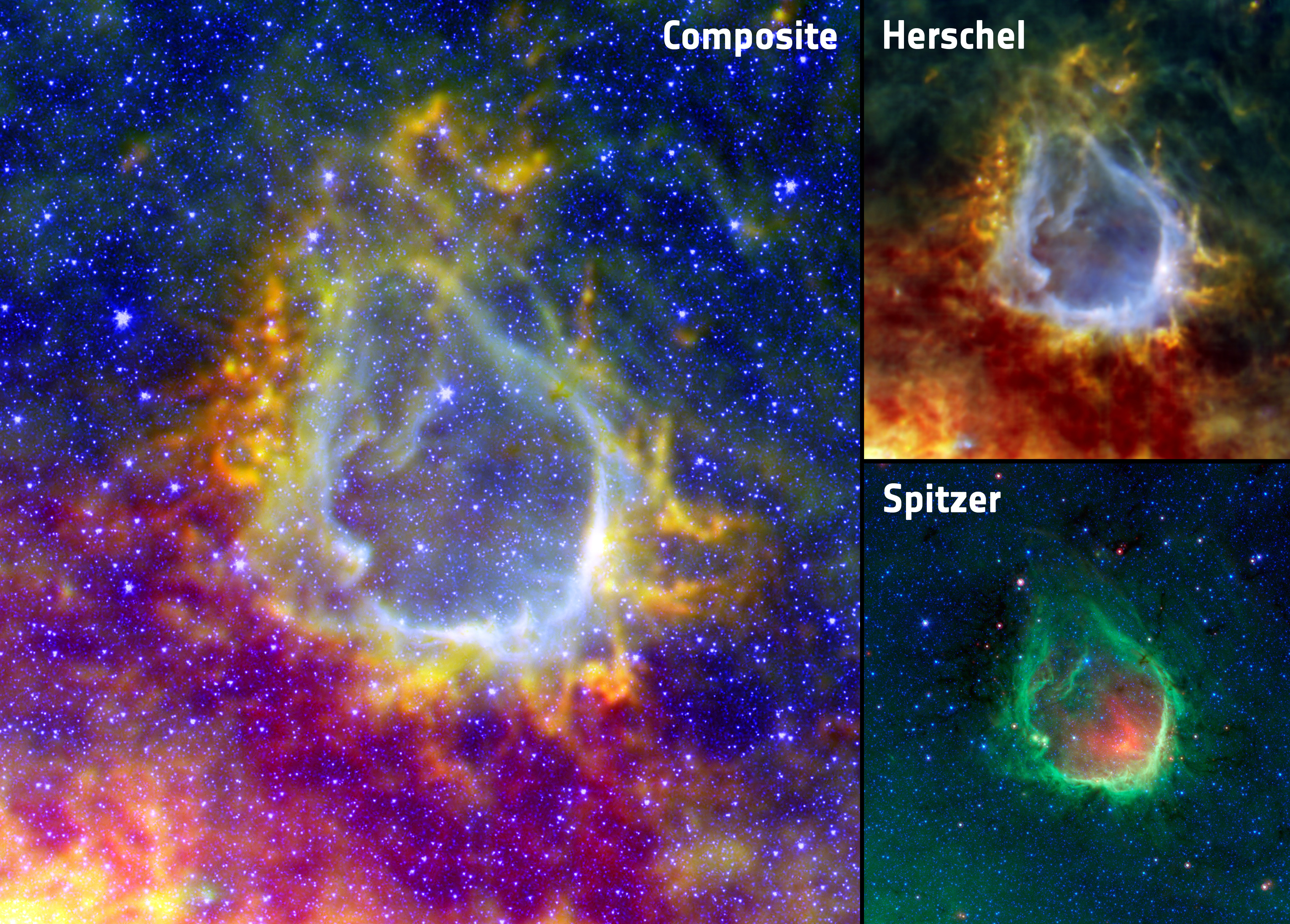
Foto dell'RCW 120 scattate dai telescopi Herschel, Spitzer e combinate tra loro

Herschel è stato determinante nella scoperta di un passo sconosciuto e inaspettato del processo di formazione delle stelle. La conferma iniziale e la successiva verifica tramite l'aiuto di telescopi terrestri di un vasto buco di spazio vuoto, precedentemente ritenuto una nebulosa oscura, nell'area di NGC 1999 gettano nuova luce su come le nuove regioni stellari scarichino il materiale che le circonda. In particolare sono stati compiuti degli studi sulla presenza di acqua nelle nebulose planetarie, nella cui nascita si generano radiazioni che possono distruggere certe molecole espulse dalla stella. Tuttavia, degli studi compiuti con questo telescopio dall'Università di Leida hanno dimostrato la presenza della molecola OH+ (con carica positiva a differenza dell'idrossido) delle 11 nebulose studiate in 3 accomunate da delle stelle con temperature superiori a 100.000 °C.
Nell'agosto 2011 con il telescopio Herschel è stato definitivamente confermato la presenza di ossigeno molecolare nello spazio, la seconda volta che gli scienziati l'hanno trovato, dopo il satellite Odin.

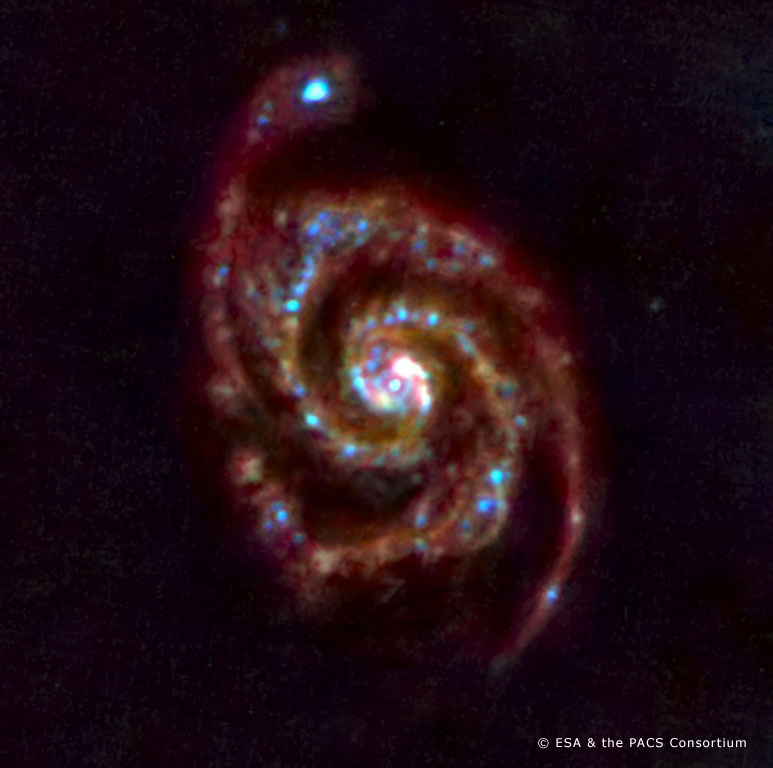
Immagine nel lontano infrarosso della galassia M51

Un rapporto di ottobre 2011 pubblicato su Nature afferma che le misurazioni di Herschel dei livelli di deuterio nella cometa Hartley 2 suggeriscono che gran parte dell'acqua della Terra potrebbe avere origine da impatti cometari. Il 20 ottobre 2011 è stato riferito che nel disco di accrescimento di una giovane stella era stato scoperto il livello di vapore acqueo per gli oceani. A differenza del vapore acqueo caldo, precedentemente rilevato vicino alla formazione di stelle, il vapore acqueo freddo sarebbe in grado di formare comete che poi potrebbero portare l'acqua sui pianeti interni, come teorizzato per l'origine dell'acqua sulla Terra.
Tramite il telescopio Herschel sono stati compiuti degli studi sul centro della Via Lattea, dove si trova il buco nero Sagittarius A*, trovando diversi gas che vanno dal monossido di carbonio e vapore acqueo all'acido cianidrico, e a temperature di 1000 K (molto più alte dei gas in nebulosa), perché riscaldati dall'attività di Sgr. A*.

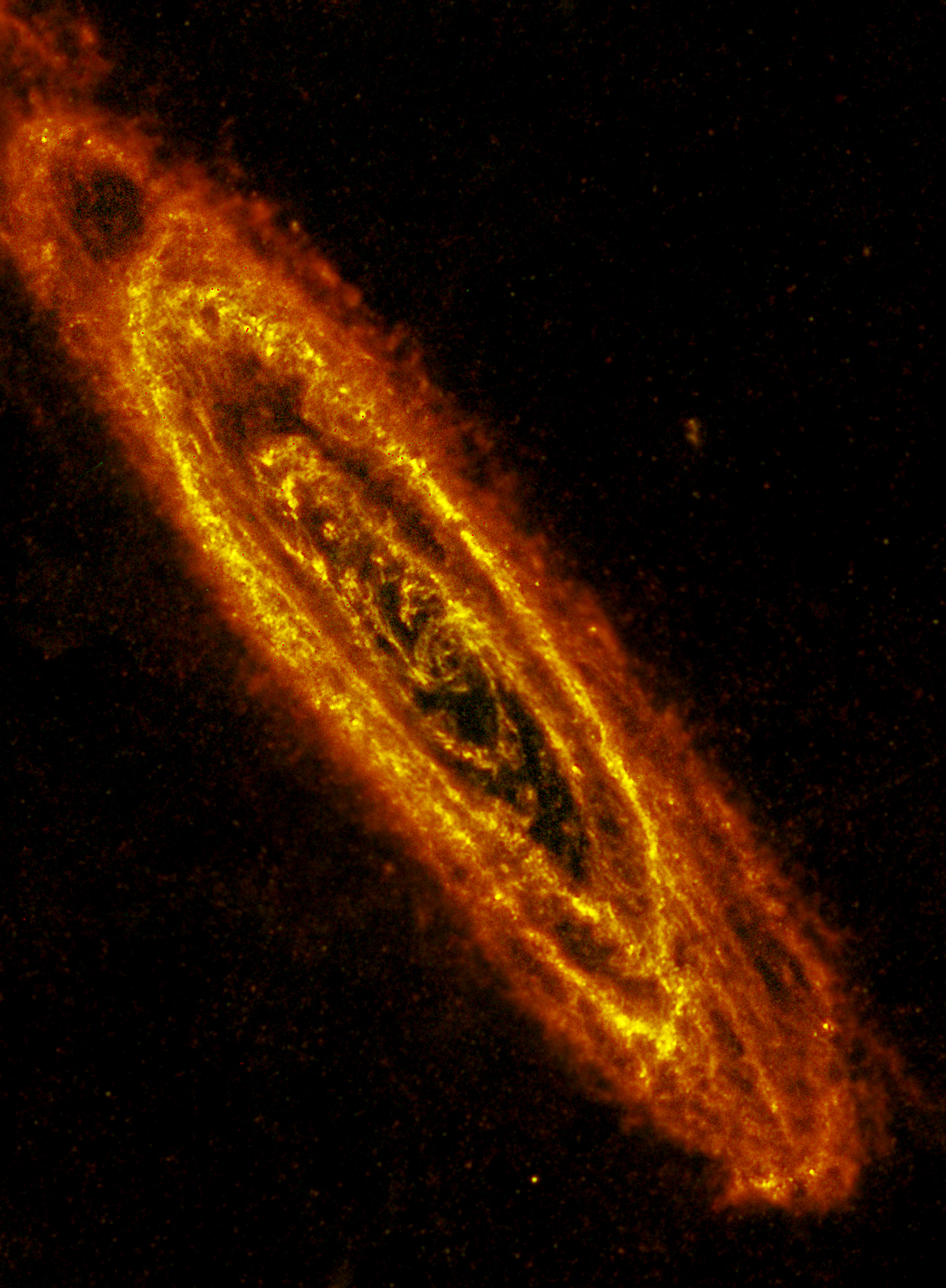
Immagine della Galassia di Andromeda

Il 18 aprile 2013, il team di Herschel ha annunciato in un altro articolo di Nature che aveva localizzato un'eccezionale galassia a stelle che produceva oltre 2000 masse solari di stelle all'anno. La galassia, chiamata HFLS3, si trova a z = 6,34, originatosi quindi solo 880 milioni di anni dopo il Big Bang.
Pochi giorni prima della fine della sua missione, l'ESA ha annunciato che le osservazioni di Herschel avevano portato alla conclusione che l'acqua su Giove era stata consegnata a seguito della collisione della Cometa Shoemaker-Levy 9 nel 1994.
Il 22 gennaio 2014, gli scienziati dell'ESA hanno riferito di aver rilevato, per la prima volta, il vapore acqueo sul pianeta nano Cerere, il più grande oggetto nella fascia degli asteroidi. Il risultato era inaspettato perché di solito l'acqua è contenuta nelle comete.
Un gruppo di studiosi dello University College di Londra, usando il telescopio spaziale Herschel, ha scoperto la presenza del gas nobile argon nella Nebulosa del Granchio. Anche se gas nobile, quindi inerte, in laboratorio è stata dimostrata la possibilità di creare dei composti con essi, e nella Nebulosa del Granchio è stato trovato il ArH+, prodotto quando gli ioni di argon (Ar+) reagiscono con le molecole di idrogeno (H2). Questi reagenti, però, si formano in regioni distinte della nebulosa, infatti il composto è stato trovato precisamente nelle regioni di transizione tra zone di Ar+ e zone di H2.